# Jorge Antonio Rodríguez Silva
Jorge Antonio Rodríguez Silva es un empresario y político peruano. Ocupó por cuatro meses el cargo de alcalde provincial de Huancayo tras la inhabilitación del electo Freddy Arana Velarde en el año 2010.
Participó en las elecciones del 2002 como candidato a regidor provincial de Huancayo por el Movimiento Nueva Izquierda sin obtener representación. En las elecciones del 2006 fue candidato a teniente alcalde en la lista del partido "Junín Sostenible con su Gente" que encabezaba Freddy Arana Velarde ganando la elección. Ejerció el cargo de Teniente Alcalde desde el 1 de enero de 2007 hasta el 16 de agosto del 2010.
El 22 de junio de 2010, el Quinto Juzgado Penal de Huancayo de la Corte Superior de Justicia de Junín condenó a Arana Velarde por la comisión del delito contra la ecología en la modalidad de incumplimiento de las normas sanitarias y del medio ambiente en agravio del Estado y la Municipalidad Distrital de El Tambo, imponiendole la pena de tres años de privación de la libertad, suspendida en su ejecución por el plazo de dos años, e inhabilitación por el término de tres años. Ante ello, el 16 de agosto del 2010, el Jurado Nacional de Elecciones dispuso dejar sin efecto la credencial de alcalde de Arana Velarde por el tiempo que se encuentre inhabilitado cuando faltaban sólo 4 meses para el fin de su gestión. Fue sucedido por Rodríguez Silva que ocupaba el puesto de Teniente Alcalde.
En las elecciones regionales del 2018, se presentó junto a Rubén Walter García de la Cruz como candidato a vicegobernador regional por la lista de Juntos por el Perú ocupando el décimo lugar.